# Фернанд Латасте
Фернанд Латасте (фр. Fernand Lataste, 1847–1934) — французький зоолог. Вивчав плазунів, земноводних і молюсків.

## Описані види
- Acanthodactylus bedriagai Lataste, 1881
- Felovia vae Lataste, 1886
- Gerbillus bottai Lataste, 1882
- Gerbillus simoni Lataste, 1881
- Mus spretus Lataste, 1883
- Pachyuromys duprasi Lataste, 1880
- Ptyodactylus oudrii Lataste, 1880
- Pelophylax plancyi Lataste, 1880
- Timon pater Lataste, 1880
- Vipera seoanei Lataste, 1880